# Emila Medková
Emila Medková, nata Emila Tláskalová (Wildenschwert, 19 novembre 1928 – Praga, 19 settembre 1985), è stata una fotografa cecoslovacca tra le maggiori esponenti della fotografia artistica ceca, attiva nella seconda metà del ventesimo secolo. La sua opera risentì l'influenza del surrealismo: iniziò a produrre opere surrealiste nel 1947, ritraendo in particolare paesaggi urbani. Le sue immagini hanno un notevole carattere documentario.

## Biografia
Figlia di un tipografo e di una cucitrice, nel 1942 iniziò a frequentare la scuola di fotografia a Praga dove la famiglia si era trasferita dalla città d'origine.
La sua opera fu legata strettamente al surrealismo. Agli esordi si unì ad un gruppo di giovani artisti riuniti intorno al fotografo e tipografo d'avanguardia Karel Teige. Dal 1947 al 1951 collaborò con Mikuláš Medek, il pittore con cui si unì in matrimonio il 12 settembre 1951.
Dall'inizio degli anni cinquanta Medková si concentrò sulla creazione di foto in cicli tematici sovrapposti, da cui non si distaccò mai. A cavallo fra la fine dello stesso decennio e l'inizio di quello successivo divenne esponente di spicco della fotografia ceca legata al tachisme o arte informale.
Pur trovando fonte di ispirazione per le sue foto principalmente a Praga, Medková creò abbondanti cicli fotografici su Parigi nel 1966 e sull'Italia nel 1967.
Dopo la morte del marito nel 1974 Emila fu colpita da ictus e rimase parzialmente paralizzata.
In tutta la sua vita Medková concesse un'unica intervista, condotta dalla storica dell'arte Anna Fárová e pubblicata nel 1976 sulla rivista Československá fotografie (Fotografia cecoslovacca).
Alla vita ed all'opera di Emila Medková venne dedicata una monografia curata dagli storici dell'arte Karel Srp and Lenka Bydžovská e pubblicata nel 2001.

## Mostre personali
- 1960 Výstavka fotografií Emilie Medkové z let 59 a 60, Krajský vlastivědný ústav v budově muzea, Hradec Králové
- 1962 Galerie Krzywe kolo, Varsavia
- 1963 Photographs 1951-1963, Hluboká nad Vltavou Castle, Hluboká nad Vltavou
- 1963 Emila Medková. Photographs, Oblastní galerie, Liberec
- 1963 Emila Medková - photographs 1951-1963, Vlastivědné muzeum, Písek
- 1963 Emilia Medková. Abstractions?, Miami Museum of Modern Art, Miami
- 1963 Výstava umělecké fotografie E. Medkové, Dům osvěty ve stálé výstavní síni v budově Městské knihovny, Kralupy nad Vltavou
- 1964 Dům pánů z Kunštátu, Brno
- 1965 Emila Medková, Divadlo Jednotného závodního klubu ROH, Ústí nad Orlicí
- 1965 Emila Medková. Fotografie z let 1949-1964, Galerie mladých, Alšova síň, Praga
- 1966 Emila Medková. Photographs, Miami Museum of Modern Art, Miami
- 1970 Mikuláš Medek. Emila Medková, Galerie am Klosterstern, Amburgo
- 1978 Emila Medková, Minigalerie VÚVL (Výzkumný ústav veterinárních léčiv), Brno-Medlánky
- 1979 Dům pánů z Kunštátu, Brno
- 1980 Emila Medková. Photographs, Výstavní síň, Česká Třebová
- 1984 Galerie Jindřicha Štreita, Sovinec
- 1985 Fotochema, Praga
- 1987 Emila Medková. Photographs, Obvodné kultúrne a spoločenské stredisko Bratislava II, Spoločenský dom Trnávka, Bratislava
- 1988 Galerie Jindřicha Štreita, Sovinec
- 1990 Emila Medková. Začátek a konec iluzí, Galerie V předsálí, KS Blansko
- 1995 Pražský dům fotografie, Praga
- 1997 Emila Medková: Surrealistische Fotografie, Tschechisches Zentrum, Berlino
- 1997 Emila Medková: Surrealistische Fotografie, LiteraturWerkstatt, Berlino
- 2000 Z pozůstalosti, Pražský dům fotografie, Praga
- 2000 Galerie Franze Kafky, Praga
- 2001 Ateliér Josefa Sudka, Praga
- 2001 Dům U kamenného zvonu, Praga
- 2003 Emila Medková, Dům fotografie, Český Krumlov
- 2004 Emila Medková - Surreale Sujets der tschechischen Fotografin, Museum Bad Arolsen - Schloss
- 2004 Stadtmuseum Hofheim am Taunus
- 2004 Galerie der Stadt Tuttlingen, Tuttlingen
- 2005 Emila Medková - fotografické dílo, Galerie pod radnicí, Ústí nad Orlicí